# Zweckverband Abfallwirtschaft Region Trier

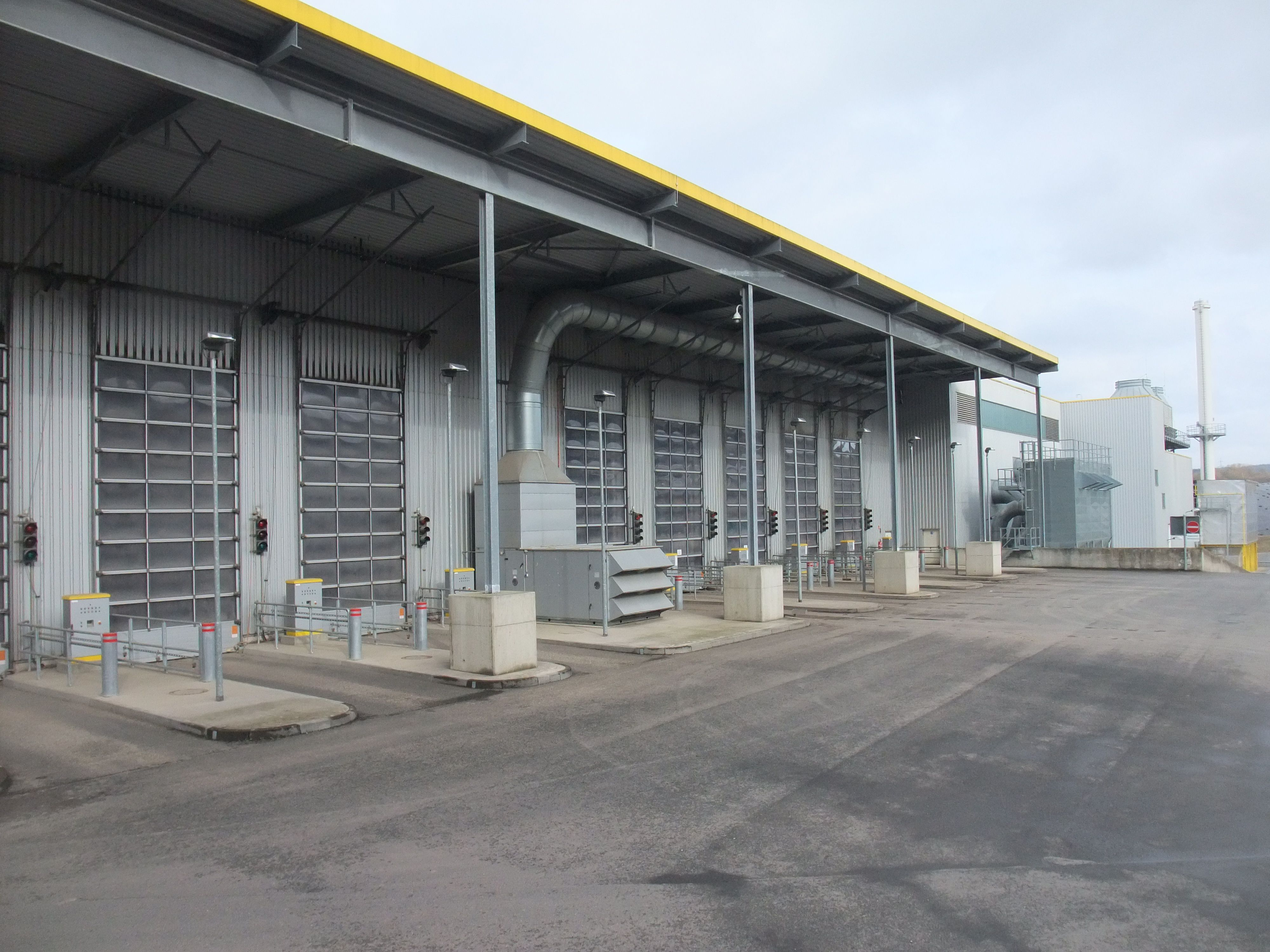
Mechanisch-biologische Trocknungsanlage

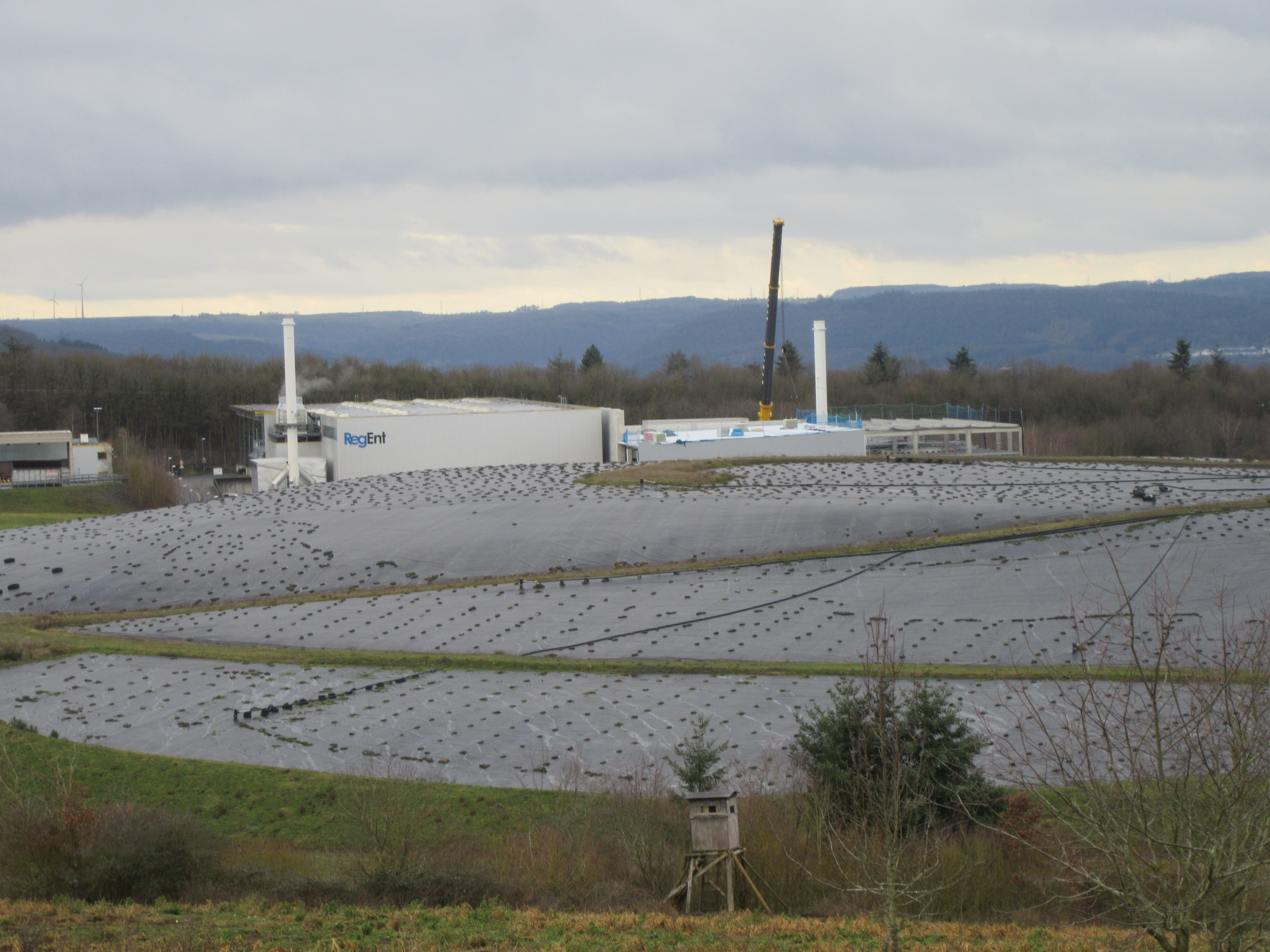
Mülldeponie Mertesdorf

Der Zweckverband Abfallwirtschaft Region Trier (A.R.T.) ist eine Körperschaft des öffentlichen Rechts in der rheinland-pfälzischen Region Trier und zuständig für die Abfallentsorgung in der Stadt Trier, den Landkreisen Trier-Saarburg, Bernkastel-Wittlich, Eifelkreis Bitburg-Prüm und Vulkaneifel.
Er entstand 2016 aus dem Zweckverband Abfallwirtschaft im Raum Trier, der wiederum 1973 gegründet worden war.
Das Gebiet hat etwa 520.000 Einwohner und eine Fläche von knapp 5.000 Quadratkilometern.
Der A.R.T. hat seinen Sitz in der kreisfreien Stadt Trier und unterhält Anlagen in Mertesdorf (Entsorgungs- und Verwertungszentrum (EVZ) mit einer Deponie und einer mechanisch-biologischen Trocknungsanlage), im Trierer Hafen im Auftrag der Dualen Systeme, in Sehlem (Entsorgungszentrum), in Rittersdorf (EVZ) und in Walsdorf (Abfallumladestation) sowie etwa 80 Grünschnitt-Sammelstellen.